# Hyllisia flavovittata
Hyllisia flavovittata là một loài bọ cánh cứng trong họ Cerambycidae.